# Eisner-díj a legjobb festőnek vagy multimédia művésznek
Ebben a listában az Eisner-díj „legjobb festő vagy multimédia művész” kategóriájának jelöltjei és nyertesei találhatóak.
| Év   | Művész                               | Munkák (és kiadók) |
| ---- | ------------------------------------ | --- |
| 2011 | Lynda Barry                          | Picture This: The Nearsighted Monkey Book (Drawn & Quarterly)                                                                                                |
| 2011 | Brecht Evens                         | The Wrong Place (Drawn & Quarterly) |
| 2011 | Juanjo Guarnido                      | Blacksad (Dark Horse Comics) |
| 2011 | Janet Lee                            | Return of the Dapper Men (Archaia Studios Press) |
| 2011 | Eric Liberge                         | On the Odd Hours (NBM Publishing) |
| 2011 | Carol Tyler                          | You’ll Never Know Book 2: Collateral Damage (Fantagraphics Books)                                                                                            |
| 2010 | É Bravo                              | My mommy is in America and she met Buffalo Bill (Fanfare, Ponent Mon)                                                                                        |
| 2010 | Mauro Cascioli                       | Justice League: Cry for Justice (DC Comics) |
| 2010 | Nicolle Rager Fuller                 | Charles Darwin on the Origin of Species: A Graphic Adaptation (Rodale Books)                                                                                 |
| 2010 | Jill Thompson                        | Beasts of Burden (Dark Horse Comics) és Magic Trixie and the Dragon (HarperCollins Children’s Books)                                                         |
| 2010 | Carol Tyler                          | You’ll Never Know: A Good and Decent Man (Fantagraphics Books)                                                                                               |
| 2009 | Lynda Barry                          | What It Is (Drawn & Quarterly) |
| 2009 | Eddie Campbell                       | The Amazing Remarkable Monsieur Leotard (First Second Books)                                                                                                 |
| 2009 | Enrico Casarosa                      | The Venice Chronicles (Ateliér Fio, AdHouse Books) |
| 2009 | Scott Morse                          | Tiger! Tiger! Tiger! (Red Window) |
| 2009 | Jill Thompson                        | Magic Trixie, Magic Trixie Sleeps Over (HarperCollins Children’s Books)                                                                                      |
| 2008 | Ann-Marie Fleming                    | The Magical Life of Long Tack Sam (Riverhead Books, Penguin Group)                                                                                           |
| 2008 | Eric Powell                          | The Goon: Chinatown (Dark Horse Comics) |
| 2008 | Bryan Talbot                         | Alice in Sunderland (Dark Horse Comics) |
| 2008 | Ben Templesmith                      | Fell (Image Comics), 30 Days of Night: Red Snow és Wormwood: Gentleman Corpse (IDW Publishing)                                                               |
| 2007 | Nicolas De Crecy                     | Glacial Period (NBM Publishing) |
| 2007 | Melinda Gebbie                       | Lost Girls (Top Shelf Productions) |
| 2007 | Ben Templesmith                      | Fell (Image Comics), The Looking Glass Wars: Hatter M (Desperado Publishing, Image Comics) és Wormwood: Gentleman Corpse (IDW Publishing)                    |
| 2007 | Jill Thompson                        | The Dark Horse Book of Monsters: A Dog and His Boy, Sexy Chix: Love Triangle (Dark Horse Comics) és Fables: 1001 Nights of Snowfall: Fair Division (Vertigo) |
| 2007 | Brett Weldele                        | Southland Tales: Prequel Saga (Graphitti Designs) és Silent Ghost (Markosia)                                                                                 |
| 2006 | Paul Guinan                          | Heartbreakers Meet Boilerplate (IDW Publishing) |
| 2006 | José Ladrönn                         | Hip Flask: Mystery City (Active Images) |
| 2006 | Ben Templesmith                      | Fell (Image Comics) |
| 2006 | Kent Williams                        | The Fountain (Vertigo) |
| 2005 | Juanjo Guarnido                      | Blacksad, Book 2: Arctic Nation (iBooks) |
| 2005 | Teddy Kristiansen                    | It’s a Bird… (Vertigo) |
| 2005 | David Mack                           | Kabuki (Marvel Comics) |
| 2005 | Ben Templesmith                      | 30 Days of Night: Return to Barrow (IDW Publishing) |
| 2005 | Michael Zulli                        | Creatures of the Night (Dark Horse Books) |
| 2004 | Juanjo Guarnido                      | Blacksad (iBooks) |
| 2004 | José Ladrönn                         | Hip Flask: Elephantmen (Comicraft) |
| 2004 | Miguelanxo Prado                     | The Sandman: Endless Nights: Dream (Vertigo) |
| 2004 | Frank Quitely                        | The Sandman: Endless Nights: Destiny (Vertigo) |
| 2004 | Jill Thompson                        | The Dark Horse Book of Hauntings: Stray (Dark Horse Comics)                                                                                                  |
| 2003 | Eric Drooker                         | Blood Song (Harcourt) |
| 2003 | David Mack                           | Kabuki: The Ghost Play (Image Comics) |
| 2003 | Lorenzo Mattotti                     | Dr. Jekyll and Mr. Hyde (NBM Publishing) |
| 2003 | George Pratt                         | Wolverine: Netsuke (Marvel Comics) |
| 2002 | Allen Coulter és Snakebite           | The Red Star (Image Comics) |
| 2002 | Dave McKean                          | Pictures that Tick (Allen Spiegel Fine Arts) |
| 2002 | David Mack                           | Daredevil #16–19 (Marvel Comics) |
| 2002 | John Van Fleet                       | Batman: The Ankh (DC Comics) |
| 2002 | Charles Vess                         | Rose (Cartoon Books) |
| 2001 | Christian Gossett és a Team Red Star | The Red Star (Image Comics) |
| 2001 | David Mack                           | Kabuki #9 (Image Comics) |
| 2001 | George Pratt                         | Batman: Harvest Breed (DC Comics) |
| 2001 | Jill Thompson                        | Scary Godmother (Sirius Entertainment) |
| 2001 | Charles Vess                         | Rose #1 (Cartoon Books) |
| 2001 | Yslaire                              | From Cloud 99: Memories, Part I (Humanoids) |
| 2000 | Kyle Baker                           | I Die at Midnight (Vertigo) és Elseworlds 80-Page Giant: Letitia Lerner, Superbaby’s Babysitter (DC Comics)                                                  |
| 2000 | John Bolton                          | Gifts of the Night (Vertigo) |
| 2000 | Alex Ross                            | Batman: War on Crime (DC Comics) |
| 2000 | Jill Thompson                        | Scary Godmother: The Mystery Date (Sirius Entertainment) |
| 1999 | Kyle Baker                           | You Are Here (Vertigo) |
| 1999 | Dan Brereton                         | Thrillkiller ’62 (DC Comics) |
| 1999 | David Mack                           | Kabuki (Image Comics) |
| 1999 | Alex Ross                            | Superman: Peace on Earth (DC Comics) |
| 1998 | John Bolton                          | Menz Insana, Vertigo: Winter’s Edge: The Flowers of Romance (Vertigo)                                                                                        |
| 1998 | Gene Ha                              | Shadows and Light: Freefall (Marvel Comics) |
| 1998 | Scott Hampton                        | Batman: Dark Knight Dynasty (DC Comics) és Destiny: A Chronicle of Deaths Foretold, Book Two (Vertigo)                                                       |
| 1998 | Alex Ross                            | Uncle Sam (Vertigo) |
| 1998 | David Wenzel                         | The Wizard’s Tale (Homage Comics) |
| 1997 | Dan Brereton                         | Thrillkiller (DC Comics) |
| 1997 | Joseph Michael Linsner               | Dawn (Sirius Entertainment) |
| 1997 | Miguelanxo Prado                     | Tangents (NBM Publishing) |
| 1997 | Alex Ross                            | Kingdom Come (DC Comics) |
| 1996 | John Bolton                          | Batman: Manbat (DC Comics) |
| 1996 | Dan Brereton                         | The Nocturnals (Malibu Comics) |
| 1996 | Teddy Kristiansen                    | Bacchus Color Special (Dark Horse Comics) |
| 1996 | David Wenzel                         | Fairy Tales of the Brothers Grimm (NBM Publishing) |
| 1996 | Phil Winslade                        | Goddess (Vertigo) |
| 1995 | Christoper Moeller                   | Shadow Empires: Faith Conquers (Dark Horse Comics) |
| 1995 | Jon J. Muth                          | Mystery Play (Vertigo) |
| 1995 | Miguelanxo Prado                     | Streak of Chalk (NBM Publishing) |
| 1995 | Jim Silke                            | Rascals in Paradise (Dark Horse Comics) |
| 1995 | Jim Woodring                         | Jim (Fantagraphics Comics) |
| 1994 | Mark Chiarello                       | Batman/Houdini: The Devil’s Workshop (DC Comics) |
| 1994 | Scott Hampton                        | The Upturned Stone (Kitchen Sink Press) |
| 1994 | Teddy Kristiansen                    | Grendel Tales: Four Devils, One Hell (Dark Horse Comics) |
| 1994 | Alex Ross                            | Marvels (Marvel Comics) |
| 1993 | Simon Bisley                         | Mr. Monster Attacks #3: Lair of the Lizard Ladies (Tundra Publishing)                                                                                        |
| 1993 | John Bolton                          | Army of Darkness (Dark Horse Comics) |
| 1993 | Dan Brereton                         | Dread (Eclipse Comics) |
| 1993 | Dave Dorman                          | Aliens: Tribes (Dark Horse Comics) |
| 1993 | Teddy Kristiansen                    | Tarzan: Love, Lies, and the Lost City (Malibu Comics) |
| 1993 | Dave McKean                          | Signal to Noise (VG Graphics, Dark Horse Comics) |
| 1993 | Jim Woodring                         | Frank in the River (Tundra Publishing) és Pictopia #2: Frank (Fantagraphics Books)                                                                           |